# Hammerskins
Hammerskins, också under benämningen Hammerskin Nation, är en nynazistisk, vit makt gruppering, bildad 1988 i Dallas, Texas, USA. I Sverige finns en gruppering i Deje. Hammerskin Nation har funnits sedan 2009 i Sverige. Gruppen har sen några år tillbaka en egen klubblokal i Deje. Hammerskin Nation arrangerar regelbundet vitmakt-spelningar, trubadurkvällar och föreläsningar. Hammerskin Nation har en supportergrupp vid namn Crew 38.